# Valentin Guerasimenko
Valentin Guerasimenko es un deportista soviético que compitió en remo. Ganó una medalla de plata en el Campeonato Mundial de Remo de 1987, en la prueba de cuatro con timonel.

## Palmarés internacional
| Campeonato Mundial | Campeonato Mundial     | Campeonato Mundial | Campeonato Mundial |
| Año                | Lugar                  | Medalla            | Prueba             |
| ------------------ | ---------------------- | ------------------ | ------------------ |
| 1987               | Copenhague (Dinamarca) | Medalla de plata   | Cuatro con timonel |